# Promozione Abruzzo 1984-1985
Nella stagione 1984-1985 la Promozione era sesto livello del calcio italiano (il massimo livello regionale). Qui vi sono le statistiche relative al campionato in Abruzzo.
Il campionato è strutturato in vari gironi all'italiana su base regionale, gestiti dai Comitati Regionali di competenza. Promozioni alla categoria superiore e retrocessioni in quella inferiore non erano sempre omogenee; erano quantificate all'inizio del campionato dal Comitato Regionale secondo le direttive stabilite dalla Lega Nazionale Dilettanti, ma flessibili, in relazione al numero delle società retrocesse dal Campionato Interregionale e perciò, a seconda delle varie situazioni regionali, la fine del campionato poteva avere degli spareggi sia di promozione che di retrocessione.

## Squadre partecipanti
| Club                         | Città                         |
| ---------------------------- | ----------------------------- |
| A.C. Alba Adriatica          | Alba Adriatica (TE)           |
| U.S. Capistrello             | Capistrello (AQ)              |
| S.S. Lycia                   | Lecce nei Marsi (AQ)          |
| Pol. Monte Velino            | Magliano dei Marsi (AQ)       |
| S.C. Montorio                | Montorio al Vomano (TE)       |
| A.S. Morro d'Oro             | Morro d'Oro (TE)              |
| A.S.D. Atletico Nepezzano    | Nepezzano (TE)                |
| F.C. Nereto                  | Nereto (TE)                   |
| A.S.C. Notaresco             | Notaresco (TE)                |
| A.S. Olimpia                 | Celano (AQ)                   |
| S.S. Ortigia                 | Ortucchio (AQ)                |
| G.S. Paganica                | L'Aquila                      |
| S.S. San Benedetto dei Marsi | San Benedetto dei Marsi (AQ)  |
| A.S. Santegidiese Calcio     | Sant'Egidio alla Vibrata (TE) |
| S.S. Tagliacozzo             | Tagliacozzo (AQ)              |
| A.C. Tortoreto Lido          | Tortoreto (TE)                |

### Classifica finale
|  | Pos. | Squadra                 | Pt | G  | V  | N  | P  | GF | GS | DR  |
|  | ---- | ----------------------- | -- | -- | -- | -- | -- | -- | -- | --- |
|  | 1.   | Tortoreto Lido          | 47 | 30 | 20 | 7  | 3  | 48 | 15 | +33 |
|  | 2.   | Tagliacozzo             | 47 | 30 | 19 | 9  | 2  | 44 | 13 | +31 |
|  | 3.   | Lycia                   | 45 | 30 | 18 | 9  | 3  | 45 | 17 | +28 |
|  | 4.   | Ortygia                 | 34 | 30 | 10 | 14 | 6  | 30 | 18 | +12 |
|  | 5.   | Montevelino             | 33 | 30 | 12 | 9  | 9  | 32 | 23 | +9  |
|  | 6.   | Santegidiese            | 29 | 30 | 9  | 11 | 10 | 26 | 23 | +3  |
|  | 7.   | Atletico Nepezzano      | 28 | 30 | 9  | 10 | 11 | 29 | 35 | -6  |
|  | 8.   | Olimpia Celano          | 27 | 30 | 9  | 9  | 12 | 33 | 31 | +2  |
|  | 9.   | Notaresco               | 27 | 30 | 8  | 11 | 11 | 32 | 36 | -4  |
|  | 10.  | San Benedetto dei Marsi | 27 | 30 | 6  | 15 | 9  | 24 | 31 | -7  |
|  | 11.  | Alba Adriatica          | 26 | 30 | 9  | 8  | 13 | 34 | 43 | -9  |
|  | 12.  | Nereto                  | 26 | 30 | 6  | 14 | 10 | 24 | 40 | -16 |
|  | 13.  | Morro d'Oro             | 25 | 30 | 5  | 15 | 10 | 18 | 26 | -8  |
|  | 14.  | Capistrello             | 23 | 30 | 8  | 7  | 15 | 23 | 37 | -14 |
|  | 15.  | Montorio                | 23 | 30 | 7  | 9  | 14 | 22 | 37 | -15 |
|  | 16.  | Paganica                | 13 | 30 | 4  | 5  | 21 | 26 | 65 | -39 |

### Spareggio
Tortoreto Lido promosso dopo spareggio : Tortoreto Lido-Tagliacozzo 2-1

## Squadre partecipanti
| Club                    | Città                |
| ----------------------- | -------------------- |
| Pol. Ate Tixa           | Atessa (CH)          |
| A.S. Altinese           | Altino (CH)          |
| A.C. Atletico Porto     | Pescara              |
| A.S. Casoli             | Casoli (TE)          |
| S.S. Castellamare PE 74 | Pescara              |
| A.S. Guardiagrele       | Guardiagrele (CH)    |
| A.S. Hatria             | Atri (TE)            |
| A.C. Ortona             | Ortona (CH)          |
| U.S. Pratola Peligna    | Pratola Peligna (AQ) |
| S.S.C. Sambuceto Globo  | Chieti               |
| U.S. Scaloriver         | Chieti (CH)          |
| S.P. Silvi              | Silvi (TE)           |
| S.S. Sulmona            | Sulmona (AQ)         |
| U.S. Termoli            | Termoli (CB)         |
| A.S. Tollo              | Tollo (CH)           |
| F.C. Vasto              | Vasto (CH)           |

### Classifica finale
|  | Pos. | Squadra            | Pt | G  | V  | N  | P  | GF | GS | DR  |
|  | ---- | ------------------ | -- | -- | -- | -- | -- | -- | -- | --- |
|  | 1.   | Tollo              | 46 | 30 | 18 | 10 | 2  | 50 | 19 | +31 |
|  | 2.   | Sulmona            | 44 | 30 | 17 | 10 | 3  | 44 | 15 | +29 |
|  | 3.   | Altinese           | 44 | 30 | 17 | 10 | 3  | 40 | 14 | +26 |
|  | 4.   | Termoli            | 40 | 30 | 15 | 10 | 5  | 46 | 19 | +27 |
|  | 5.   | Pratola Peligna    | 33 | 30 | 13 | 7  | 10 | 37 | 27 | +10 |
|  | 6.   | Ate Tixa           | 29 | 30 | 5  | 19 | 6  | 24 | 28 | -4  |
|  | 7.   | Guardiagrele       | 29 | 30 | 8  | 13 | 9  | 30 | 30 | 0   |
|  | 8.   | Casoli             | 29 | 30 | 8  | 13 | 9  | 21 | 28 | -7  |
|  | 9.   | Castellamare PE 74 | 28 | 30 | 9  | 10 | 11 | 35 | 38 | -3  |
|  | 10.  | Scaloriver         | 28 | 30 | 8  | 12 | 10 | 32 | 36 | -4  |
|  | 11.  | Ortona             | 25 | 30 | 8  | 9  | 13 | 24 | 41 | -17 |
|  | 12.  | Atletico Porto     | 24 | 30 | 7  | 10 | 13 | 30 | 42 | -12 |
|  | 13.  | F.C. Vasto         | 24 | 30 | 6  | 12 | 12 | 23 | 35 | -12 |
|  | 14.  | Sambuceto Globo    | 23 | 30 | 6  | 11 | 13 | 26 | 39 | -13 |
|  | 15.  | Silvi Marina       | 22 | 30 | 6  | 10 | 14 | 28 | 37 | -9  |
|  | 16.  | Hatria             | 12 | 30 | 3  | 6  | 21 | 20 | 62 | -42 |